# Isotrol
Isotrol es una empresa que desarrolla productos tecnológicos para el sector energético. Está especializada en productos para mejorar su gestión, integración en red, y optimizar las transacciones en el ciclo de mercado de la energía eléctrica. Surgió como empresa de monitorización y control de sistemas en 1984. La sede de Isotrol se encuentra en Sevilla, con delegaciones en Londres (Reino Unido), Sao Paulo y Fortaleza (Brasil), Boston (Estados Unidos), y otras ciudades.

## Historia
Isotrol fue fundada en 1984 por un grupo de personas unidas a la Escuela de Ingenieros Industriales de la Universidad de Sevilla, con el objetivo de abordar proyectos en el sector eléctrico. Desde sus inicios, empresas como Sevillana de Electricidad (actualmente Endesa) y Red Eléctrica de España (REE) permitieron la aplicación de nuevas tecnologías de control diseñadas por Isotrol en sus instalaciones y en sus sistemas de información. A lo largo de su trayectoria, la compañía ha diversificado su actividad, afianzando productos y servicios en torno a diferentes áreas.

## Isotrol y la monitorización de Renovables
Isotrol fue una de las primeras empresas en desarrollar tecnología para la explotación y operación de los parques eólicos de España entre los años 1980 y 1990.[cita requerida] La compañía participó en la conexión y monitorización de estas primeras plantas, e implantó en ellas tecnología desconocida hasta entonces para su monitorización y control. Accedió así a un sector renovable por entonces inmaduro.

## Isotrol y el software libre
Desde su constitución, Isotrol ha basado sus soluciones en software de fuentes abiertas.
Isotrol fue empresa fundadora en 2003 del Centro Avanzado de Soporte del Software de Fuentes Abiertas (CASSFA), una entidad promovida por diversas compañías y asociaciones empresariales de Andalucía (Acisa, Grupo GDT, Grupo Hispatec, Isotrol, PCfactory, Sadiel y Sandetel) y con importantes socios tecnológicos a nivel mundial (HP, SUN Microsystems y Novell). Su misión principal era la implantación del software libre y de fuentes abiertas como alternativa tecnológica viable que contribuyera a la dinamización de la economía local y la creación de empleo. CASSFA era proveedora de servicios de soporte y mantenimiento de sistemas basados en software sibre, así como formación en dichas tecnologías.

## Desarrollo sostenible
Isotrol ha recibido varios premios, como el Premio Cartuja a la Sostenibilidad en el año 2012 y el distintivo de calidad "Sello Escuela 2.0" 2001.